# Mosquée de Jusuf-pacha
La mosquée de Jusuf-pacha, également connue sous le nom de Kuršumlija džamija, est située en Bosnie-Herzégovine, sur le territoire de la ville de Maglaj et dans la municipalité de Maglaj. Construite en 1560, elle est inscrite sur la liste des monuments nationaux de Bosnie-Herzégovine.